# Marcus McGuane
Marcus Samuel Michael McGuane (Greenwich, 2 de febrero de 1999) es un futbolista inglés que juega en la posición de centrocampista para el Huddersfield Town A. F. C. de la League One.

## Biografía
Su posición natural es la de pivote, pero puede adaptarse bien a otras demarcaciones, especialmente tanto al interior derecho o incluso al lateral. Empezó a formarse como futbolista en la academia del Arsenal F. C.
Durante la temporada 2016-17, fue capitán del equipo sub-18 del Arsenal y en 2017 promocionó al sub-23. Debutó en las filas del primer equipo del Arsenal F. C., Wenger habló maravillas del jugador cuando le hizo debutar en el primer equipo durante la Europa League y ya destacó que podía jugar en la banda. De hecho, con el primer equipo del Arsenal se estrenó de carrilero derecho contra el BATE Borisov.
En el mercado invernal de 2018, el club catalán firmó al joven inglés por cinco temporadas. Un futbolista que ya había debutado en el primer equipo ‘gunner’ en la primera vuelta de la temporada y en el que en Londres habían depositado muchas esperanzas. Tras firmar su contrato, el jugador se incorporaría a la plantilla del FC Barcelona "B". Firma por tres temporadas con opción a dos más y su cláusula de rescisión sería de 25 millones de euros.
El 2 de septiembre de 2019 fue cedido al S. C. Telstar hasta el 30 de junio de 2020. En enero de 2020 se canceló la cesión y en febrero fichó por el Nottingham Forest F. C. hasta 2022, inicialmente para jugar con el equipo sub-23. En agosto fue prestado al Oxford United F. C. una temporada.
El 23 de agosto de 2024, después de cuatro años en Oxford en los que jugó 152 partidos, fichó por el Bristol City F. C. En este equipo estuvo una única campaña y en julio de 2025 fue traspasado al Huddersfield Town A. F. C.

## Internacional
Fue internacional sub-17 con la selección de fútbol de Irlanda en el Europeo de la categoría 2015 y después sub-17, sub-18 y sub-19 con la selección de fútbol de Inglaterra.

## Clubes
| Club                         | País         | Año       | Partidos | Goles |
| ---------------------------- | ------------ | --------- | -------- | ----- |
| Arsenal F. C.                | Inglaterra   | 2017-2018 | 2        | 0     |
| F. C. Barcelona "B"          | España       | 2018-2020 | 24       | 0     |
| S. C. Telstar (cedido)       | Países Bajos | 2019-2020 | 16       | 1     |
| Nottingham Forest F. C.      | Inglaterra   | 2020-2021 | 0        | 0     |
| Oxford United F. C. (cedido) | Inglaterra   | 2020-2021 | 20       | 0     |
| Oxford United F. C.          | Inglaterra   | 2021-2024 | 132      | 3     |
| Bristol City F. C.           | Inglaterra   | 2024-2025 | 24       | 0     |
| Huddersfield Town A. F. C.   | Inglaterra   | 2025-     |          |       |